# Franco Evangelisti

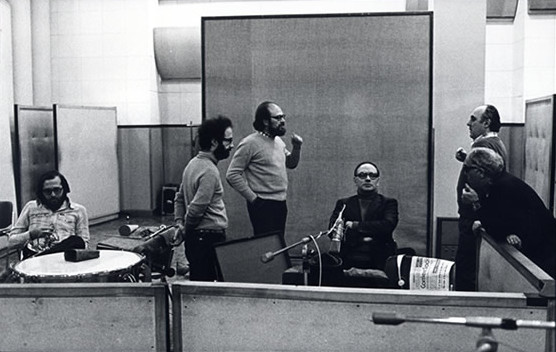
Foto de los años 70, del archivo de Giovanni Piazza, tomada durante un descanso de grabación del Gruppo di Improvvisazione Nuova Consonanza: Giancarlo Schiaffini, Antonello Neri, G. Piazza, Ennio Morricone, Egisto Macchi y Franco Evangelisti.

Franco Evangelisti (Roma, 21 de enero de 1926 - ibídem, 28 de enero de 1980) fue un compositor vanguardista italiano. Su música se caracterizó por la brevedad, la escritura austera y los silencios, de manera que la música adquiere una condensación que le otorga tensión. También fue profesor de música electroacústica.

## Biografía
Nació en Roma, donde comenzó a estudiar ingeniería, carrera que abandonó en para dedicarse a la composición musical. Entre 1948 y 1953 fue estudiante de la música italiana Daniele Paris en Roma y del compositor alemán Harald Genzmer en la Hochschule für Musik Freiburg de Frigurbo de Brisgovia entre 1953 y 1956. Entre 1952 y 1960 participó en los Cursos de Verano de Darmstadt de Música Contemporánea, donde tuvo oportunidad de conocer al alemán Werner Meyer-Eppler, de la Universidad de Bonn, que experimentaba con el sonido. Gracias a él comenzó a interesarse por la música electrónica. Por invitación del compositor y teórico musical alemán Herbert Eimert, en 1956 trabajó en el estudio de música electrónica Westdeutscher Rundfunk de Colonia. 
A finales de la década de 1950 y principios de la de 1960 visitó Polonia, donde influyó sobre Górecki. En 1964 fundó el Gruppo di Improvvisazione Nuova Consonanza con otros importantes músicos.

## Obras (selección)
- 4 factorial (1954).[7]
- Ordini, proiezoni (1956).[7]
- Incontri di fasce sonore (1957).[7]
- Proporzioni (1958)[4][8]
- Aleatorio (1959).[7]
- Spazio a cinque (1961[7]); para cuatro grupos de percusiones, voces y dispositivos electrónicos.[9]
- Box[8]
- Proiezioni sonore[8]
- Random or not random; para orquesta.[9][8]
- The box[8]